# William B. Sandys
William B. Sandys, född 1792, död 18 februari 1874, var en engelsk advokat, medlem i bokklubben "Percy Society" och ledamot av Society of Antiquaries i London.
Sandys är framför allt ihågkommen för sin utgåva Christmas Carols Ancient and Modern (1833), som är en samling av julsånger som han samlat och gjort tillgängliga. Sandys bok är den första publiceringen av många av de sånger som i dag är klassiska brittiska julsånger, till exempel God Rest You Merry, Gentlemen, I Saw Three Ships och The First Noel, och den bidrog till julfirandets pånyttfödelse. Sandys samling består av tre delar. Den första delen som innehåller "Ancient Carols and Christmas Songs, From the Early Part of the Fifteenth to The End of the Seventeenth Century" (Äldre visor och julsånger från tidigt 1400-tal till slutet av 1600-talet) innehåller exempel på medelengelska och tidig nyengelska.